# Kilian Leonard Dax
Kilian Leonard Dax (Budapest, 1954 –) nemzetközi rangú magyar-német festőművész, dizájner, építész. A nyolcvanas évek elején alternatív dizájnmunkáival vált ismertté. Munkái a klasszikus európai modern hagyományaira építve, kifejezésre juttatják a hetvenes évek végétől kialakuló nyugat-európai alternatív mozgalmak eszmeiségét. Kiállításainak egyik jellemzője: térkompozíciókat, reliefeket, festményeket és dizájnobjekteket összművészeti installációkban egyesít.

## Tanulmányok
- 1972-75 Festészeti tanulmányok Prof. Juhász Jánosnál és Prof. Xantus Györgynél Budapesten. Absztrakt festészeti munkái miatt párttitkári rendelet alapján kiállítási tilalom Budapest területén. A kőteleki templom felújításának művészeti vezetője.
- 1975 D. Fehér Zsuzsa, a Magyar Nemzeti Galéria osztályvezetője nemzeti vagyonnak minősíti a művész fiatalkori munkásságát, és megtiltja kivitelét az országból.
- 1976-ban áttelepül Nyugat-Németországba.
- 1977 Tanulmányút Hollandiába, Franciaországba, Spanyolországba, Olaszországba, Svájcba.
- 1978 A magyar állam elkobozza és leromboltatja a művész műtermét Pilisborosjenőn.[1] Közben 150 műve semmisül meg.
- 1977-78 Festészeti tanulmányok folytatása Németországban, Kölnben, a Képzőművészeti Főiskolán. Nagy méretű térkompozíciókkal kezd kísérletezni. Művészi célja: az absztrakt festészet belső térvilágának számunkra bejárható, valódi téri élménnyé formálása.
- 1978-1988 Építészeti, design és művészeti tanulmányok a Hochschule für Bildende Künste Hamburgban, Prof. Hinrich Ballernél építészet, Prof. Wolfgang Czempernél design, Prof. Ulrich Rückriehmnél szobrászat.
- Tanulmányút Dániába, Norvégiába, Svédországba, Finnországba.
- 1978 Munkacsoportot hoz létre a hamburgi képzőművészeti akadémián(Prof. Wolgang Czempernél) a városi építészetben felhasználható szélmalmok esztétikájának kialakítására és építészeti alkalmazása céljából.
- 1980 Tanulmányút Hollandiába a frieslandi ökológiai építészet projektjeihez. Tanulmányút Dániába a de:Tvind ökológiai iskolákhoz. Utazás Norvégiába a viking templomok tanulmányozása céljából.de:Stabkirchen
- 1981 Részt vesz a hamburgi Kampnagel Fabrik megmentéséért folyó diákmozgalomban. Hamburgban létrejön az Európa-szerte ismert alternatív kulturális központ, a több ezer négyzetméter alapterületű Kampnagel három színházteremmel, négy próbaszínpaddal, három képzőművészeti kiállítóteremmel, egy multifunkcionális csarnokkal, három kávézóval, menzával, mozival, építészeti kísérleti csarnokkal, zene-próbatermekkel, két tánc-próbateremmel és képzőművészeti műtermekkel.de:Kampnagel
- 1988 Építészmérnöki diploma a hamburgi képzőművészeti akadémián, egy úgynevezett Gesammtkunstwerk/ összművészeti/ alkotással. Ez volt a művészettörténet első szisztematikus térkompozíciója, amely egy teret kizárólag a megtekintés számára hozott létre.

## Művészeti alkotótevékenysége
- 1974 Művészeti vezetője a kőteleki templom átalakításának.
- 1974 Városi építészetben felhasználható szélmalmok esztétikájának kialakításán dolgozik pilisborosjenői műtermében.
- 1980-85 Megalakítja művészkommunáját a Hamburg, Lerchenfeld Str. 44. sz. alatt, száz méterre a képzőművészeti akadémiától, amely a diákok találkozóhelyévé válik, és fontos szerepet játszik a "Neue Deutsche Welle" dizájnmozgalom kialakulásában.
- 1981-82 Schefdesigner pályázati tervezésben a Jörg Neumann építészirodában, Hamburgban. Dax az antigeometria kérdéseivel foglalkozik ebben az időszakban.
- 1982 Alapító tagja a Form + Funktion Csoportnak Hamburgban.[2]
- 1980-85 Alapító tagja a neoavantgárd „Neue Deutsche Welle” művészeti megújító dizájnnmozgalomnak Németországban / Casa Vogue 1984. Milánó, Der Spiegel 1985. Hamburg /.
- 1985 Létrehoz Hamburgban, a Forsmann Str. 22. sz. alatti gyárépületben egy műteremházat, amely 25 évig szolgált hamburgi művészek számára műteremként.[3]
- 1985 Megalapítja a Héra-Inter Design tervező és produkciós stúdiót Hamburgban. Dax bútorai exkluzív sorozatgyártásban kerülnek a német piacra.[4][5]
- 1988 Színpadtervezője a New Opera Box-nak de:Isabelle McEwen-nel együttműködésben Hamburgban, a Kampnagel Theater-ben és a Hamburgi Állami Opera Stúdiószínházában.[6]
- 1989 A francia konzulátus felkérésére művészeti vezetője a 200. éves francia forradalmi ünnepségeknek Hamburg főterén.de:Hamburger Rathaus Megrendelés a francia konzulátustól az ünnepségek idejére a hamburgi városháza előtti főteret átívelő térkompozíció megalkotására.[7]
- Vendégjáték a New Opera Box-szal Berlinben, a Hebbel Theater-ben "Berlin Európa Kulturális Fővárosa" meghívására.
- 1995-96 A Volksbankok és Raiffeisen Bankok Továbbképző Központja Dax 200 munkáját vásárolja meg, és létrehozza ezzel a Kilian Dax "múzeumot" Kasselben. Az épületkomplexumban kizárólag Dax munkái kaptak helyet. , , , [8]
- 2005, 2006, 2007, 2008, Hessen Állam kulturális és gazdasági minisztériuma felveszi a kasseli Dax-gyűjteményt Kunst-Privat című kiállításlátogató programjába.[9][10]
- 1996 Digitális technológiák bevezetése a képzőművészet területére.digitális reliefek, Komputer generált festészet
- 2006 Graphisoft Park Budapest, a vízesés hídja : készült Kilian Leonard Dax terveinek felhasználásával.
- 2008 Kecskemét főtere egy részének átalakítása Kilian Leonard Dax terveinek felhasználásával.

## Művészete
Kilian Leonard Dax élhető terekké, tapintható formákká alakítja az absztrakt művészetet. Művei által az absztrakt képpé feldolgozott gondolatok, érzelmek, élmények, szituációk egy valódi, átélhető, birtokba vehető világgá válnak. Művészete "dinamizálja és humanizálja" a geometria racionális világát. Alapformáit a természetből meríti, így saját művészi kifejezésével élve "naturalizálja az absztrakciót". Műveinek "alapfigurái" a hullámforma, cikk-cakk, sakktábla-minta, pont, ponthalmaz, ív, foltforma, háromszög, csillagforma, stb. Ezeket a "figurákat" különböző konstellációkban egymással kombinálja, úgy, hogy az egyes elemeknek a beillesztés során nem kell elszenvedniük semmilyen formai kompromisszumot, ezáltal megőrzik önálló karakterüket. Keserü Katalin művészettörténész megállapítása szerint Leonard Dax képeinek és térkonstrukcióinak világa árnyalt és szélsőségeket oldó; bennük a szürrealizmus anyagválasztásban is merész érzékisége, a pszichedelikus légiességgel, a használati tárgyak funkcionális konstrukciója, logikája az anti-design színes könnyűségével társul.
Művészi alkotómunkája mellett jelentős művészetelméleti tevékenységet is kifejt. Kidolgozta és publikálta a Figurák és konstellációk (1969-1972), az Antigeometria (1975-85), valamint a Vitalkraftslogik /természet és a technológia szintézise/(1988-92) teóriákat, melyeket alkotói elvként alkalmaz műveiben. A művész ars poeticájának egyik fontos gondolata így hangzik: "Az absztrakt művészetben valóban élni kell, és nem csak a távolból nézni". Ennek szellemében tervezi meg épület nagyságrendű térkompozícióit, melyekhez képei szolgálnak partitúraként. Síkkompozícióinak létrehozására a művész kifejlesztett egy speciális technikát, melyben ötvözi a hagyományos festésmódokat a számítógép nyújtotta lehetőségekkel. Művészi sokoldalúsága modern operadíszletek tervezésében is teret nyert (New Opera Box, Hamburg).
Két térkompozíciója és közel kétszáz képe tekinthető meg Kasselben, a Volks és Raiffeisen Bankok Továbbképző központjában, mely egy Leonard Dax múzeumnak tekinthető, és az Antigeometria-Vitalkraftslogika tematikáját reprezentálja.
Művei számos nagy gyűjteményben is megtalálhatóak (Deutsche Bank Berlin, de:Berliner Bank, Siemens-GSD gyűjtemény Berlin, Schwäbisch Hall AG, Deutsche Genossenschaftsbank, Münchener Hypothekenbank eG, R+V Versicherung, Vereins und Westbank Hamburg, Mero gyűjtemény Würzburg).
Kilian Leonard Dax Budapesten és Kölnben folytatott festészeti tanulmányai után, 1978-ban a hamburgi képzőművészeti főiskolán az építészet és dizájn területén képezte tovább magát. 1982-ben alapító tagja a Form+Funktion Csoportnak Hamburgban. Egyik elindítója a Neue Deutsche Welle néven ismertté vált nemzetközi művészeti mozgalomnak, mely egy új esztétikai rendszert teremtett a dizájn, az építészet és képzőművészet területén. Dax Budapesten, Hamburgban és New Yorkban dolgozik, és e városok atmoszféráját ötvözi munkáiban.
Forrás: Kopin Katalin művészettörténész, Abigail katalógus 2005.

## A természet és a technológia szintézise a művészetben
Németország a világ egyik legfejlettebb ipari állama, ahol a technológiai fejlettség pozitív és negatív hatásai már a hetvenes években jól felismerhetőek voltak. Egy olyan geográfiai szituációban, ahol a természet tartalékai gyakorlatilag kimerültek. Ez az egyik első ipari állam, amelyben kiéleződött a kérdés, hogy az ipari és a technológiai fejlődés hogyan hozható hosszú távon összhangba a természet fennmaradásával. Ebben az ökoszociális kérdésben az egész társadalom érintett. Így a gazdasági élet progresszív vezetői a technikai világ és a természet világa közötti konfliktust felismerve, nyitottan fogadtak a nyolcvanas években olyan megoldásokat, a többi között művészeti koncepciókat is, amelyek e konfliktus feloldására törekedtek.
Dax a de:Konstruktivizmus(Kunst) eddigi népszerűtlenségét a nagyközönségnél - különösen az építészet terén - azzal indokolja, hogy az emberek többsége hidegnek és elméletinek érzi. Antigeometria és Vitalkraftslogika című teóriáiban jelentős eredményekig jutott a témakör feldolgozásában. Ez utóbbi leírja az elméleti geometria és a természet formavilága közötti közös nevező lehetőségeit. Animals című (Leopárd, Vándortehén, Elefánt) sorozata kreatív, humorteli objektjeivel és térkompozíciói (Pompei GSD, May GSD) művészi életre is keltik a technikai világ és a természet szintézisét, megvalósítva ezzel egy lehetséges művészi alternatívát.
Munkáiban elfogadhatóvá és élvezhetővé teszi számunkra az absztrakt művészet struktúráiban a természet formavilágát.
Forrás: Károlyi Júlia, Art Press, 2005.

## Aktuális tevékenység
Kilian Leonard Dax képzőművészeti felfogása és építészeti látásmódja alapvetően funkcionális-konstruktivista előképekre épül. Térkompozíciói az absztrakt geometrikus festészet belső téri világának reális anyagokkal való, háromdimenziós, építészeti nagyságrendű interpretációi. A Bauhaus mellett sokat merített a holland De Stijl irányzatból (színei is Mondrian neoplaszticizmusát idézik), valamint az orosz konstruktivizmusból. Saját bevallása szerint különösen de:Paul Klee, de:Lyonel Feininger, van der Rohe és Kazimir Malevics munkái voltak rá hatással. Malevics művészetelméleti tevékenysége Kilian Leonard Dax művészetének kontextusában megkerülhetetlen: még az absztrakt művészek körében sem fogalmazták meg „olyan jól a hagyományos perspektivikus festészet és az absztrakt működésmódjában rejlő különbségeket mint Malevics”. Kilian Leonard Dax felismerte, hogy a Malevics által vizionált, elméletileg és szuprematista műveiben formailag is bevezetett új térvilág továbbfejleszthető, sőt fejlesztésre vár: a lebegő térkompozíció teszi lehetővé az építészet absztrakt művészetként való felfogását. Egy olyan intellektuális térként való kiképzését, amely több a redukált térformák összeillesztésénél, s így több a hagyományos építészeti térszemléletnél. Ez a térfelfogás olyan befogadó központú, közösségalkotó térszerkezet létrehozására irányul, amely a benne élőket nem elnyomni szándékozik, hanem lehetőséget ad, inspirációs forrásul szolgál számukra érzéseik és gondolataik kialakításához, azok megvitatásához, azaz a kollektív, társadalmi élethez nyújt ideális helyszínt. Olyan szervező erő, amely az észszerű rendet és az individualitás sokszínűségének kibontakozását tudja magában egyesíteni.
Kilian Leonard Dax a színek, vonalak és formák önálló létét és kölcsönhatását vizsgáló absztrakt művészete nemcsak önmagáért való, nem is elsősorban experimentális jellegű. Három évtizedes munkája során vált nyilvánvalóvá számára, hogy a letisztult, de élettelennek tetsző absztrakt formák önmagukban, puszta jelenlétükkel nem elegendők a mélyebbről jövő emberi érzések, gondolatok visszaadására, ezért törekvése a természetben felbukkanó geometrikus alakzatok, „archetípusok” szimbolikus alkalmazására irányul. Hiszi, hogy a vizuális tér, amelyben élünk archetipikus jelrendszeren alapul. Azaz az ősformák tudattalanul is velünk vannak, befolyásolják viselkedésünket, ítéleteinket. „Amennyiben ezeket az ősjeleket – pl. hullámvonalak vagy elágazások – újra és újra rendezi és művészien egymásba szövi, feltölti a teremtés designját a művészi kreativitás izgalmas energiáival.“ A művész által Figuráknak és Konstellációknak nevezett esszenciális motívumok az absztrakt és naturális felfogás határvidékén állnak. Egyesítve magukban e két látásmód lényegét, és sokkal intenzívebben mutatnak rá különbségeikre. Saját bevallása szerint munkájában három komponenst ötvöz: az absztrakt emberi gondolkodást, az emberi érzékiséget és a természeti formavilágot.
Kilian Leonard Dax a konstruktivizmus eredményeit vonta össze a fél évszázaddal későbbi, az iparosodás káros hatásait és a környezetvédelmet harmonizálni igyekvő német alternatív értelmiségi törekvésekkel. Tevékenysége nem rekedt meg egy műfajnál – digitális festményei, síkkompozíciói mellett reliefeket, plasztikákat, bútorokat és épületeket tervez, melyek együtt egy szuverén alkotói világ megtestesülései. 
Kilian Leonard Dax nem tagja ma már művészeti csoportosulásoknak, a német alternatív művészeti csoport is felbomlott. „Munkáival körültekintően megfogalmazott társadalmi ellenállást tanúsít“ (Frank Nikolaus, ART das Kunstmagazin), műveit mégsem sorolhatjuk a szokványos kritikai-intellektuális irányzatok körébe. Átlátja napjaink problematikus társadalmi és gazdasági gócpontjait, de nem reked meg azok tudomásul vételének szintjén. Ellenkezőleg: tehetségét, művészi kreativitását egy élhetőbb világ létrehozásának szolgálatába állítja.
Forrás: Bizzer István művészettörténész, Abigail katalógus, 2010.

## Kiállítások
- 1973 Participation in the Budapest "Fővárosi Kultúrház, Fehérvári út" autumn exhibition.
- 1974 Participation on exhibition at the Eötvös klub, Budapest
- 1974 Participation on exhibition at the Munkácsy klub, Budapest
- 1977 Exhibition at the Ministry of Defence and Agriculture, Bonn /Hardhöhe/.Fritjoff Menzel Gallery Bonn.
- 1978 de:Art Colognerepresented by Fritjoff Menzel Gallery Bonn.[11]
- 1981 Participation at the Exhibition Möbel Perdu in the Museum für Kunt und Gewerbed Hamburg.[12]
- 1982 Exhibition at the Galerie Jensen, Hamburg.
- 1984 Exhibition with the Form+Funktion group in Amszterdam Apelndorn and Groningen.[13]* Exhibition with the Form+Funktion group in Worpswede,*Exhibition with the Form+Funktion group in Bamberg.* Exhibition with design works in Milan.
- 1985 Exhibition at the Galerie Jensen, Hamburg.* Review of Dax's works on NDR television.* Publishes the Hera Inter Design catalogue, which starts an international design movement.* Photographs of Dax's spatial works are multiplied on numerous occasions at Volkswagen, Deutsche Telecom and RTL and in Vivien Westwood works.* Spatial composition exhibition with pictures and design works at the Texaco headquarters in Hamburg.*Participation on exhibition at the Museum of Modern Art- de:Kunsthalle Hamburg
- 1986 Participation on exhibition at the Museum of Modern Art- Kunsthalle Hamburg
- 1987 Spatial composition exhibition at the Iduna/Nova in Hamburg.[14] This exhibition starts an architectural revolution in Germany. After this, the skewing of space and the moving walls from fixed angles becomes widespread in architecture. Dax antigeometry becomes a general concept.
- 1988 Participation at the "Salon de la Jeune Peinture" at the fr:Grand Palais (Paris),* Exhibition at the Galerie Centre Deux in Hamburg.* Participation with NewOpera Box at the Berlin European Capital of Culture Festival at Hebbel Theatre.
- 1989 Exhibition at "Art Nürnberg4".* Space composition opera production in Kampnagel, Hamburg with New Opera Box.
- 1990 Exhibition at Galerie Guhl in Hamburg,* Exhibition at "Stader Künstlertage",* Exhibition at Galerie Jensen, Hamburg.[15]
- 1991 Exhibition at Galerie Schoen, Berlin.[16] Exhibition at Siemens-GSD Galerie, Berlin.[17]
- 1992 ARCO, Madrid by the Galerie Schoen+Nalepa Berlin.[18]* Exhibition at Galerie Ilka Klose, Würzburg,[19]* Exhibition the Warrior at the de:CeBIT Hannover by GSD systems,* Exhibition at Galerie Schoen + Nalépa, Berlin.
- 1993 Exhibition at the Galerie Jensen, Hamburg.* Spatial composition exhibition at the Ernst Múzeum, Budapest at the invitation of Foreign Ministry of Hungary,[7]* Exhibition at Galerie Schoen,[20][21] Berlin.
- 1994 Exhibition at publishers Axel-Springer, Kunst Treppe Hamburg.[22][23]
- 1997 Exhibition participation at the Hamburg Stock Exchange. Organised by Axel Springer Verlag.[22]
- 2000 Exhibition at Kunstcontor, Hamburg ,[24]
- 2002 Exhibition at Galerie Ilka Klose, Würzburg
- 2003 Exhibition at Galerie Peters, Hamburg
- 2005 Exhibition at Lutz Rath Fine Art, New York.* 2005 Exhibition at Gallery Mirelle, New York
- 2006 Exhibition at Gallery Sara Nightingale, Water Mill east Hampton New York * 2006 Exhibition at Gallery SmArt Deco, Miami.[25] *2006 Participation Budapest Art Fair by Erdész Galéria, Budapest
- 2007 Exhibition at Abigail Gallery, Budapest. * Exhibition at Kunstcontor, Hamburg
- 2008 Exhibition at Abigail Gallery, Budapest * Exhibition at Gallery Ilka Klose, Würzburg * Participation at the Exhibition of Iparművészeti Múzeum "Craft & Design, Budapest.[26]
- 2009 Exibithion at Damjanich János Múzeum Szolnoki Galériája.[27][28] * Exibithion at Museion Nr.1., Budapest.[29] ,
- 2010 Exhibition at Abigail Gallery, Budapest[30]

## Cikkek, tanulmányok
- Esti Hirlap Budapest, 1974 A Munkácsy klub kiállítása,
- Bonner Rundschau, 1977. 03. 08.: Künstler aus Ungarn
- Bonner Rundschau, 1977. 03. 16.: Suche nach Harmonie, Susanne Koranyi
- Bonner General-Anzeiger, 1977. 03. 21.: Vom poetischen Reiz Annelie Pohlen
- Der Spiegel, Neue Prächtigkeit , 1985. 01. 07. Hamburg.[31]
- H. Weekblad, Design en Kunst in Paterswolde , 1985. 03. 05.: / Holland
- Dorpsklanken, Design en Kunst in Paterswolde , 1985. 03. 07.: /Holland
- Lobka, Tot 31 mei / Duitse in pand Projekt , 1985. 03. 07.: / Holland
- Gezinsbode, Design - en Kunstexposite / Interprojekt geopend , 1985. 03. 05.: / Holland
- Casa Vogue , 06. 1985: / Italien Nuovo design tedsco-Lo stile al plurale Rainer Krause[32]
- Kultur Aktuell, NDR Fernsehen 1985. 04. 25.: Neues Design in Hamburg Mannfred Eichel
- Fränkischer Tag, 1985. 04. 02.: Von der hohen Kunst des Designs, Peter Schnetz
- Hamburger Abendblatt, 1986. 06. 25.: Kunst in der Konstruktion Evelyn Preuss.[33]
- Hamburger Rundschau, 1989. 03. 30.: Das Drama : Ödipus vor Freud Ulrike Brenning
- Tageszeitung, 1989. 04. 13.: Kampnagel-Premiere: Greek, Nikaus Hablützel
- Bildzeitung, 1989. 04. 13.: Greek eine empfehlenswerte Oper Volker Greth
- Hamburger Abendblatt , 1989. 04. 13.: Turnage´s “Greek bei Kampnal“, Manuela Buske
- Hamburger Morgenpost, 1989. 04. 13.: Ödipus als Underdog in Maggies Britannien Kalle Burmester
- Neue Zeitschrift für Musik, 1989: Ödipus im Glück Eva Reisinger
- NDR Fernsehehen(televízió), 1989. 06. 03. Hamburg Bei Nacht
- O.K.Radio Hamburg 1990. 05. 05. Interview mit Klian Dax und Prof. Hartmuth Frank über die Ausstellung in der Galerie Guhl, Andreas Kunik
- Stader Tageblatt, 1990. 06. 19.: Kunst jetzt frei von Kitsch
- Stader Tageblatt, 1990. 06. 25.: Zum 14. Mal Künstlertage in Stade Sigrid Quäker
- Arco 92 Madrid 2. 1992 Galerie Schön & Nalepa
- Berliner Morgenpost, 09.01.92 Reizvoller Querschnitt der zeitgenössischen Kunst Renée Schipp
- GSD Spectrum, 6.1992 The warrior / title page
- Main Post, 1992. 11. 12. Ilka Klose zeigt Werke von Kilian Dax
- Kunstblock, 1992  Aktuelle Strömungen  Herausgeber: Genossenschaftsverband Frankfurt am Main
- Antigeometry & The swing of genesis, 1993 Kilian Leonard Dax . Herausgeber: Kunsthalle Budapest /Hungary
- NDR II. Rundfunk(rádió) 1993 Interwiev mit Leonard Dax Sybille Hoffamn Rittberg
- Új Művészet, 10.1993 / Magyarország Antigeometria és térünnep Károlyi Júlia.[34]
- Népszabadság, 1993. 04. 30. / Magyarország Gyöngykaláris P. Szűcs Julianna.[35]
- Magyar Hírlap, 1993. 04. 16.: / Magyarország Krónika[36]
- Berliner Morgenpost, 1993. 11. 12.: Figuren und Konstellationen Elfi Kreis
- Hamburger Abendblatt, 1995. Der Raumkünstler Paul Theodor Hoffmann
- Bildung braucht raum, 1995. Kunst im Bildungszentrum: Erlebnissraum und Dialog , Walter Weinkauf.[37]
- Ein Kosmos der Immagination- zu den Arbeiten von Kilian Leonard Dax im Bildungszentrum Baunatal Dr. habil.Prof.Klaus Hammer, Herausgeber:Genossenschaftsverband Frankfurt am Main.[38]
- Hessische Allgemeine, 1996. 07. 16. Abenteuer für Kopf und Füße .[39]
- Office, Campusgeflüster , 1996 Sonderheft Deutschland
- Junge Kunst in Hamburg 1996 Hamburger Börse & Springer Verlag
- Art-Press 2005. 05. 10. Ungarn Leonard Dax és a tér világa Károlyi Júlia[40]
- Magyar Nemzet, Művek, amelyekben élni lehetne, 2009. 03. 23.
- Magyar Demokrata, Élhető terek 2009. április 29.[41]
- Magyar Demokrata , Csodaország Ivicsics Kitti, 2009. júl. 22.[42]
- Magyar Iparművészet, Kraft & Design 2009./1.
- Art Magazin Kilian Leonard Dax 2009./1. / kiállítás ajánló[43]
- Magyar Hírlap, Formatervezés, térkompozíció, 2009. július 11.[44]
- Magyar Demokrata, Alternativ Tendenciák Kilian Dax a Museion Nr.1-ben, 2009.
- Rotary Magazin Hungary, Egy magyar művész európai úton Károlyi Júlia 2010. április 10.[45]
- MediArt 2010/2, Beszélgetés Kilian Leonard Dax festőművésszel, dizájnerrel és építésszel-Károlyi Júlia[46]